# Cryptolabis retrorsa
Cryptolabis retrorsa là một loài ruồi trong họ Limoniidae. Chúng phân bố ở miền Tân bắc.